# 1806 في الولايات المتحدة
فيما يلي قوائم الأحداث التي وقعت خلال عام 1806 في الولايات المتحدة.

## سياسة

### تعيين في المنصب
- 1 يناير – لويس كاس عضو مجلس نواب أوهايو.

### انتهاء فترة المنصب
- 1 يناير – ناثانييل بيتجر عضو جمعية ولاية نيويورك.
- 18 نوفمبر – جون أدير عضو مجلس الشيوخ الأمريكي.
- 9 ديسمبر – بول هاميلتون حاكم كارولينا الجنوبية [الإنجليزية]‏.

## مواليد

### يناير
- 20 يناير – ناثانيال باركر ويليس كاتب وشاعر ومحرر أمريكي.[1]
- 28 يناير – وليام أيكن سياسي أمريكي.[2]

### فبراير
- 5 فبراير – روبرت مونتجمري بيرد[3]
- 10 فبراير – أورفيل هيكمان براوننج سياسي أمريكي.[4]

### مارس
- 12 مارس – جين بيرس سياسية أمريكية.[5]
- 17 مارس – باتريك إتش بوب سياسي أمريكي.[6]
- 29 مارس – إليشا ميلز هنتنغتون سياسي أمريكي.

### أبريل
- 10 أبريل – ليونيداس بولك سياسي أمريكي.[7]
- 19 أبريل – سارة باغلي نقابية من الولايات المتحدة الأمريكية.

### يونيو
- 1 يونيو – جون ب فلويد سياسي أمريكي.

### يوليو
- 19 يوليو – الكسندر دالاس باش[8]

### أغسطس
- 28 أغسطس – توماس ويليامز سياسي أمريكي.[9]

### أكتوبر
- 16 أكتوبر – وليام بي فيسيندين سياسي أمريكي.[10]
- 23 أكتوبر – مايرون هولى كلارك سياسي أمريكي.[11]

### ديسمبر
- 15 ديسمبر – ويليس ألين سياسي أمريكي.[12]

## وفيات

### فبراير
- 2 فبراير – دانيال روجرز (مواليد 1754) سياسي أمريكي وحاكم ولاية ديلاوير.[13]

### يونيو
- 8 يونيو – جورج وايث (مواليد 1726) هو أول أستاذ قانون أمريكي وقاضي بولاية فرجينيا وأحد الموقعين على إعلان الاستقلال الأمريكي.[14]

### يوليو
- 1 يوليو – روبرت غراي (مواليد 1755) مستكشف وبحّار وتاجر أمريكي وأول أمريكي يطوف العالم، كما اشتهر بإنجازاته التي حققها خلال رحلتين قام بهما إلى سواحل شمال المحيط الهادي بأمريكا الشمالية التي جعلت الولايات المتحدة رائدة في تجارة الفراء البحرية على مستوى المنطقة.

### أكتوبر
- 25 أكتوبر – هنري نوكس (مواليد 1750) ضابط من الولايات المتحدة الأمريكية.[15]